# Викентий (Морарь)
Митрополи́т Вике́нтий (в миру Виктор Александрович Мора́рь, рум. Victor Moraru; род. 4 октября 1953, Скуляны, Унгенский район, Молдавская ССР) — архиерей Русской православной церкви; митрополит Ташкентский и Узбекистанский, глава Среднеазиатского митрополичьего округа, постоянный член Священного Синода РПЦ.
Тезименитство — 11 (24) ноября (мученика Викентия Августопольского).

## Биография

### Образование и начало церковной карьеры
Родился 4 октября 1953 года в селе Скуляны Унгенского района Молдавской ССР, в семье служащих.
По окончании средней школы работал слесарем и был иподиаконом у епископа Кишиневского и Молдавского Варфоломея (Гондаровского).
В 1971—1973 годах — срочная служба в Вооружённых силах СССР.
В 1974—1978 годах обучался в Московской духовной семинарии; в 1978—1982 годах — в Московской духовной академии, которую окончил со степенью кандидата богословия за сочинение «Учение святителя Игнатия Брянчанинова о молитве». В годы учёбы был иподиаконом у патриарха Московского и всея Руси Пимена.
В апреле 1981 года наместником Троице-Сергиевой лавры архимандритом Иеронимом (Зиновьевым) был пострижен в монашество с именем Викентий в честь мученика Викентия Августопольского.
19 мая 1981 года ректором Московской духовной академии и семинарии архиепископом Дмитровским Владимиром (Сабоданом) был рукоположён во иеродиакона; 18 января 1982 года им же был рукоположён во иеромонаха.
В 1982—1990 годах нёс послушание помощника ризничего в Троице-Сергиевой лавре. В 1985 году был возведён в сан игумена.

### Епископ Бендерский
20 июля 1990 года решением Священного синода определён быть епископом Бендерским, викарием Кишинёвской епархии.
28 августа 1990 года был возведён в сан архимандрита.
2 сентября 1990 года в Христорождественском кафедральном соборе в Кишинёве хиротонисан во епископа. Хиротонию совершили патриарх Московский и всея Руси Алексий II, архиепископ Ясский, митрополит Молдовы Даниил (Чоботя) (Румынский патриархат), митрополит Ростовский и Новочеркасский Владимир (Сабодан), митрополит Одесский и Херсонский Леонтий (Гудимов), архиепископ Кишинёвский и Молдавский Владимир (Кантарян), епископы Истринский Арсений (Епифанов), епископ Бельский Петр (Пэдурару).
Во время пребывания на Бендерской кафедре много сделал для развития и становления Кицканского монастыря, ставшего, несмотря на военные действия, шедшие в эти годы на территории Приднестровья, духовным и образовательным центром Молдавской митрополии. Был близким другом епископа Единецкого Доримедонта (Чекана), помогавшего ему управлять монастырём. В ноябре 1990 года начало работу Ново-Нямецкое духовное училище, преобразованное в 1992 году в духовную семинарию. В 1993 году при монастыре был основан скит святых Викентия и Доримедонта.

### На Абаканской и Кызыльской кафедре
18 июля 1995 года назначен епископом Абаканским и Кызылским.
В Хакасии ему удалось заручиться поддержкой местных властей и Олега Дерипаски и построить несколько храмов. Число приходов в епархии выросло с 9 до 20. В Абакане был заложен Преображенский кафедральный собор, открыты Духовно-просветительский центр и духовная школа с храмом в честь святителей Московских. 30 ноября 1998 года в Абакане прошла Межрегиональная научно-церковная конференция «Исторические и культурные судьбы Православия в Хакасии и России», посвящённая 2000-летию Рождества Христова, в которой приняли участие представители Московской духовной академии, Красноярской, Кемеровской и Новосибирской епархий. Вместе с тем, существенных миссионерских успехов добиться не удалось.
19 февраля 1999 году указом патриарха Алексия II удостоен сана архиепископа.

### На Екатеринбургской кафедре
19 июля 1999 года назначен на Екатеринбургскую кафедру. Сумел нормализировать ситуацию в епархии, дестабилизированную скандалами при его предшественнике — епископе Никоне (Миронове).
В 2003 году стал председателем Фонда по премиям памяти митрополита Московского и Коломенского Макария (Булгакова).
При деятельном участии правящего архиерея в епархии развернулось храмовое строительство. В 2000 году в урочище Ганина Яма под Екатеринбургом — на месте, где убийцы уничтожили останки царской семьи, открылся монастырь в честь Святых Царственных Страстотерпцев. В 2003 году в Екатеринбурге на месте расстрела царской семьи завершилось возведение храма-памятника во имя Всех святых, в земле Российской просиявших. Велась активная миссионерская и духовно-просветительская работа. По его благословению и при его участии в 2005 году был запущен телеканал «Союз».
17 июля 2001 году Екатеринбургское духовное училище решением Священного синода было преобразовано в духовную семинарию, в 2002 году при духовной семинарии открылось регентское отделение. В 2001 году при Верхотурском Николаевском монастыре открылось духовное училище. В 2001 году в Уральском государственном профессионально-педагогическом университете (с 2002-го — Российский государственный профессионально-педагогический университет), а в Уральском государственном горном университете с 2010 года введено преподавание предметов по специальности «Теология».
С 2009 года является членом Издательского Совета Русской православной церкви.
Вместе с тем деятельность архиепископа Викентия на посту главы Екатеринбургской епархии подвергалась критике. Так, желание восстановить Богоявленский кафедральный собор с захоронениями уральских архиереев на площади 1905 года вызвало конфликт епархии с городскими властями.
Неоднозначную реакцию вызвало предложение восстановить на площади Труда в центре Екатеринбурга разрушенный в 1930-е годы Екатерининский собор. Недовольство части екатеринбуржцев вызвано тем, что предполагалась застроить часть территории общего пользования — благоустроенный сквер, один из немногих «зелёных уголков» в плотно застроенном центре Екатеринбурга; помимо этого, в городе на то время было много церковных долгостроев. Сделанные накануне Пасхи 2010 года заявления архиепископа Викентия были восприняты многими как публичные проклятия в адрес несогласных со строительством и ещё больше накалили обстановку. 10 апреля 2010 года на площади Труда прошёл митинг горожан, возражавших против строительства храма в этом месте; на митинге, в котором участвовало, по оценкам организаторов и журналистов, от 4 до 6 тысяч человек, была собрана 3591 подпись против строительства.
Недовольство мэрии вызвало самовольное переименование некоторых улиц Екатеринбургской епархией. На здании вновь отстроенного храма в честь Воздвижения Креста Господня появилась табличка с надписью «ул. Крестовоздвиженская, 31 (бывш. Карла Маркса)», при том, что улица до сих пор носит имя Карла Маркса, а Крестовоздвиженской она называлась до 1919 года. На здании патриаршего подворья рядом с храмом на Крови появилась табличка с надписью «Святой квартал 1а» (настоящий адрес — Толмачёва, 38). По мнению мэрии города, это вводит горожан в заблуждение, пресс-секретарь городской администрации назвал его «партизанским изменением городской топонимики».
В апреле 2010 года прошёл лицензирование разработанный Екатеринбургской епархией проект спортивной трассы для бега и спортивной ходьбы под названием «Царский марафон» общей протяженностью около 42 км. Трасса идёт от храма на Крови до монастыря на Ганиной Яме и обратно. Архиепископ Викентий объяснил это тем, что «Николай Второй был близок спорту. Император возглавлял олимпийский комитет России, а однажды проделал путь в 20 километров, чтобы протестировать новую солдатскую форму». Марафон от места гибели императора Николая II и членов его семьи до места укрытия останков вызвал неоднозначную реакцию. Так, Герман Лукьянов, представитель Марии Романовой, прокомментировал инициативу епархии: «Место гибели царской семьи является святым и местом поклонения. Устраивать там спортивные мероприятия, мягко говоря, странно».
Весной 2010 года в некоторых СМИ появились сведения о накопившихся у епархии долгах перед местными предпринимателями. По словам Алексея Грошева, директора компании «Эдем-Екатеринбург», Екатеринбургская епархия получила от него и других ювелирных компаний — «Инталия», «Адамант», «Золотой прииск» и «Ювелиры Урала» — ювелирные изделия, но не оплатила в установленные договором сроки. После этого ему было выдано письмо за подписью архиепископа Викентия, гарантирующее оплату до 31 декабря 2009 года. Но и это обещание не было исполнено. Не имея твёрдых гарантий от заказчика о погашении задолженности в размере около 20 миллионов рублей за поставку драгоценностей, Грошев и другие поставщики, по данным СМИ, направили официальное письмо на имя патриарха Московского и всея Руси Кирилла. 15 апреля 2010 года Грошев был приглашён в Екатеринбургское епархиальное управление на аудиенцию, где получил новое гарантийное письмо от архиепископа Викентия и согласовал график погашения задолженности. 27 апреля 2010 года на пресс-конференции архиепископ Викентий признал задолженность перед поставщиком, но в размере не 20, а 4 млн рублей и только лишь перед Алексеем Грошевым, а также высказал мнение, что отправленное официальное письмо является ненастоящим. Всего же, по словам архиепископа Викентия, на тот момент за епархией числилось долгов на сумму в 4 млн рублей и епархия задерживала возврат денег не более чем на три года: «Мы берём в долг, потом отдаём. У нас не заведено, чтобы мы не платили по счетам в течение хотя бы трёх лет. Общая задолженность по ювелирным изделиям составляет 4 миллиона рублей. О порядке и сроках возвращения долгов Анатолию [Грошеву] мы договорились. Остальным предпринимателям мы ничего не должны».

### Митрополит Среднеазиатский
27 июля 2011 года решением Священного синода Русской православной церкви назначен епископом Ташкентским и Узбекистанским, главой вновь образованного Среднеазиатского митрополичьего округа. В делах, касающихся Среднеазиатского митрополичьего округа, а также при литургическом поминовении в иных, кроме возглавляемой им самим, епархиях, титулуется митрополит Среднеазиатский. Кроме того, ему было поручено временное управление новообразованными Бишкекской и Душанбинской епархиями. В связи с назначением указом патриарха Кирилла возведён в сан митрополита; чин возведения совершён 4 августа 2011 года в Центральной клинической больнице Москвы.
5 октября 2011 года решением Священного синода включён в число постоянных членов Священного синода Русской православной церкви в соответствии с занимаемой должностью главы Среднеазиатского митрополичьего округа. Кроме того, на том же заседании Священного синода освобождён от обязанностей ректора Екатеринбургской духовной семинарии и назначен на должность ректора Ташкентской духовной семинарии.
9 марта 2017 года решением Священного синода утверждён священноархимандритом Чирчикского Троице-Георгиевского монастыря.
24 февраля 2022 года назначен почетным настоятелем храма праведного воина Феодора Ушакова в Левобережном г. Москвы (представительство Среднеазиатского митрополичьего округа) и ответственным за строительство означенного храма.

## Выступления в СМИ
В эфире телеканала «Союз» делал следующие заявления:
- Отвечая на вопрос телезрителя «Как отвечать людям, если они говорят, что видели у владыки Викентия золотой сотовый телефон с бриллиантами?» архиепископ Викентий ответил следующее: Интересно... Есть такое, что одни дарят и считают, что этот человек достоин такого дара, а другие этот дар осуждают. Но я хотел прямо сказать, что у меня такого сотового телефона нет и, наверное, не будет никогда. Может быть, видели, что мой телефон желтого цвета и блестит. Так было поначалу, а потом потерялся этот блеск и остался бледный, серый цвет. Тем более на этом телефоне нет ни одного камушка. Что-то в глазах, наверное, у кого-то блестит[31]
- Отвечая на вопрос «Грех ли учить детей современным танцам?» сказал, что: Мы этими танцами своих детей губим, губим их души, потому что пляски опустошают душу человеческую. Конечно, мы не должны быть виновниками погибели их души! Сначала мы их учим; потом не рады тому, что они вытворяют, занимаясь танцами. Мы как бы сначала даем маленький огонь, зажигаем, а потом не знаем, как его погасить. Лучше быть осторожнее и не отдавать детей на такие пагубные действия[32].
- В беседе с игуменом Димитрием (Байбаковым) сказал следующее: Нас критикуют или говорят, что это мракобесие, но это практика: дети, которые зачинаются постом, в большинстве – где-то 80-90% – рождаются больными. Ведь нетрудно посчитать, что большинство больных детей зачаты Великим постом или другими постами, когда Церковью не благословляется совместное жительство. Человек этого не знает и не хочет знать, не хочет воздерживаться, считает, что это все мелочи, что не нужно слушаться никого. Как «природа» захотела, так и делают. А Господь нас призывает к разумному отношению к любому нашему делу, тем более – зачатию нового человека, чтобы он был здоров и телом, и душой. К сожалению, сейчас очень многие дети рождаются с ненормальной психикой, несмотря на то, что есть пресловутая организация планирования семьи. Они так «планируют», что одни только нездоровые дети рождаются. А когда верующая женщина не слушает их и рождает и второго, и третьего, и пятого, то рождаются прекрасные дети. А они пророчествуют такие беды, такие болезни…[33]
- Сказал, что: Даже в Конституции нашей страны отмечено, что Церковь сыграла большую роль как государствообразующая, культурообразующая религия. А люди до сих пор противятся великому деланию Православной Церкви, длящемуся на протяжении многих веков[34].
- По поводу объявленного на 10 апреля митинга против строительства храма и сноса фонтана на площади Труда, архиепископ Викентий сказал следующее:Хорошо, если мы побеседуем со своими близкими, родными, соседями о том, что такой шаг, как митинг, не совсем правильное, ненормальное явление, когда люди противятся Церкви. То есть продолжается то богоборчество, которое было в годы атеизма. К сожалению, у нас так укоренилось, что в обществе ещё остались богоборческие тенденции. Но нужно помнить: всех людей, кто боролся против Церкви, Господь отметил — ни один человек, который противился Богу, не скончался своей смертью. Мы говорим, что противиться Богу есть очень опасно для самого человека, рано или поздно Господь пошлёт ему вразумление, наказание. Это наказание Божие передаётся на протяжении семи поколений. Люди будут мучаться, иметь неприятности в течение очень долгого времени. …Не вразумились, не научились на горьком опыте, всё продолжаем быть богоборцами. Ну что ж, кто что заслужит, тот то и получит. Нам, православным, в таких случаях, нужно быть более внимательными к себе. В день митинга мы все должны собраться в храмах Божиих и молиться Воскресшему Христу и святой Великомученице Екатерине, чтобы Господь вразумил этих людей, которые неразумно и бездумно выступают против Бога, против Церкви, против благодати Божией, против нравственности, против духовности, против всего того доброго, что приносит обществу Православная Церковь. Люди противятся этому великому деланию, которое делает Церковь в течение многих веков. Противятся тем ценностям, которые источает Церковь и которые невозможно взять ещё где-либо. Сила Божия даётся человеку, чтобы он стал трудолюбивым, нравственным, порядочным, что восприняли в своём сердце наши предки, а мы воспринять не хотим. 10 апреля - суббота перед Антипасхой, в храмах будет проходить раздача освященного артоса. Будем молиться, чтобы Господь не допустил беззакония и помог восстановить храм, который будет украшением центра города, как было в старину. Со строительством храма мы не лишимся площади в центре города, площадь станет ещё более красивой. Фонтан противопоставляется такой красоте — церкви! Фонтан ведь можно в любом месте поставить …На площади нет сейчас парковок, будет подземная парковка, будет строиться переход через улицу — сколько проблем решится со строительством этого собора[35]

Это заявление некоторыми людьми было воспринято как публичное проклятие.
Правозащитник Вячеслава Башков написал обращение в прокуратуру с требованием проверить сказанное на предмет содержания признаков экстремизма, на что получил ответ: «не содержится состав административного правонарушения <…> не содержится пропаганда, возбуждающая социальную, национальную, религиозную ненависть и вражду». То же самое ранее было сказано представителем Управления ФСБ по Свердловской области: «Мы ознакомились с этими словами, но явных признаков нарушения экстремистского законодательства („Возбуждение национальной, расовой или религиозной вражды“ — ст. 282 УК РФ.— „Ъ“) не обнаружили».
- На вопрос о разрешении женщине ходить в храм в брюках сказал, что: Брюки – это мужская одежда, хотим мы этого или нет. В Священном Писании сказано, что женщина, надевающая мужскую одежду, мерзка пред Богом, и потому мы не хотим, чтобы так было с нашими женщинами. Мы хотим, чтобы они были любимы Богом, чтобы их молитвы были услышаны Богом. И потому очень важно, чтобы не смотрели на моду и не ставили её выше Закона Божия. Если то, что нам подсказывает новая цивилизация, идет в противоречие с Законом Божиим, то мы должны идти навстречу Богу, а не этой моде[40]. Также на вопрос можно ли надевать брюки под низ юбки сказал, что Это выход из положения, чем просто идти в брюках, которые нередко не скрывают, а обнажают. Ведь последнее приводит людей в искушение и соблазн, а мы знаем слова Священного Писания: горе тому человеку, через которого приходит соблазн. Мода с её брюками и мини-юбками — это ведь желание женщины выглядеть блудно, или, как модно говорить, «сексуально». Поэтому, если человек хочет проповедовать порядочность и целомудрие, то ему следует и выглядеть прилично. Ведь, что внутри, то и снаружи. Тем более православному христианину нужно быть порядочным и целомудренным человеком, чтобы проповедовать эти качества души, добродетели остальным людям и не поддаваться на искушения[40].
- На вопрос о книгах про Гарри Поттера архиепископ Викентий ответил:

Эти книги очень опасны для детей, и ни в коем случае их нельзя давать читать детям. Там есть соприкосновение с дьявольской силой, это ни к чему хорошему не приведет, может действовать на ребенка так отрицательно, что он будет находиться в болезненном состоянии, что впоследствии может привести к бесноватости.

## Награды
- Орден «Дружба» (30 июля 2021 года, Узбекистан) — за достойный вклад в укрепление межнациональной дружбы и согласия в стране, утверждение в обществе атмосферы толерантности, доброты и взаимопонимания между представителями разных наций и народностей, большие заслуги в сохранении и развитии самобытных национальных культур, обычаев и традиций, выведении на новый уровень двусторонних взаимовыгодных отношений и культурно-гуманитарных связей с зарубежными странами, широкой пропаганде миролюбивой и гуманной политики государства в международном масштабе, а также за образцовую деятельность по воспитанию молодого поколения в духе любви и преданности Родине, уважения к национальным и общечеловеческим ценностям и активное участие в жизни общества[42].
- Орден преподобного Сергия Радонежского II степени. Награждён Патриархом Алексием II 24 сентября 2000 года при освящении Троицкого кафедрального собора в Екатеринбурге.
- Орден святителя Иннокентия, митрополита Московского и Коломенского II степени. (2003 год)
- Орден Благоверного Воеводы Стефана Великого I степени — высшая награда Православной Церкви Молдовы. От Владимира митрополита Кишиневского и всея Молдавии (2 сентября 2010 года).
- 18 апреля 2010 года предстоятель Русской Православной Церкви патриарх Кирилл выразил благодарность архиепископу Викентию за понесенные труды и вручил владыке панагию[43].
- 2 сентября 2010 года исполнилось 20 лет со дня архиерейской хиротонии архиепископа Екатеринбургского и Верхотурского Викентия. В честь юбилея епископского служения Святейший Патриарх Московский и всея Руси Кирилл удостоил Владыку памятной панагии.
- Орден Святой Анны (II степени). Принял от «главы дома Романовых» Марии Владимировны Романовой 21 июля 2008 года[44].
- медаль святых Царственных страстотерпцев (I степени)— высшая награда Екатеринбургской митрополии. Принял от Кирилла митрополита Екатеринбургского и Верхотурского 16 июля 2012 года[45].
- Орден святого благоверного князя Даниила Московского II степени[46]
- Орден Святой Анны (I степени) и Императорские медали «Юбилей Всенародного Подвига» и «В память 400-летия Дома Романовых». Принял от «главы дома Романовых» Марии Владимировны Романовой 4 октября 2013 года[47].
- Орден святителя Софонии (Сокольского) (2021 год, Православная церковь Казахстана)[48].